# Kali Gandaki

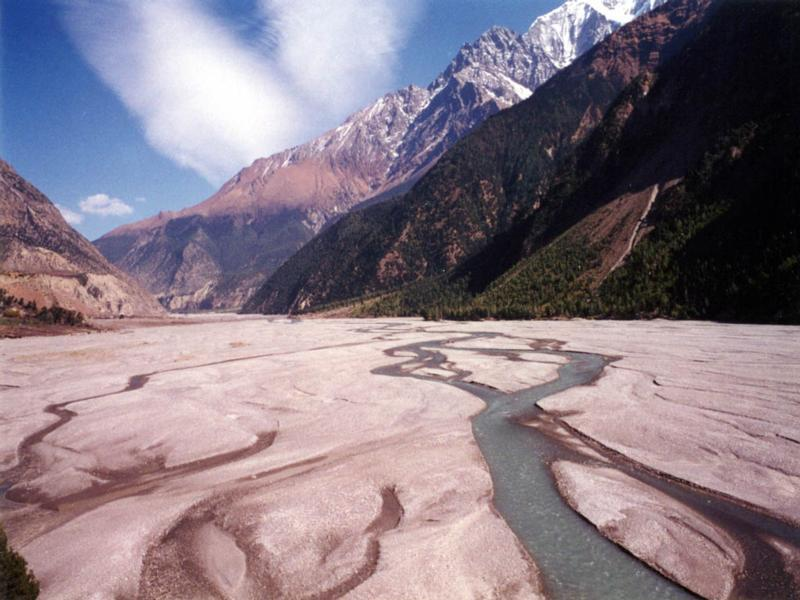
Valea Kali Gandaki

Kali Gandaki (nepaleză: कालीगण्डकी Kālīgaṇḍakī) este unul dintre cele mai mari fluvii din Nepal care se află se la vest de fluviile  Mahakali și Arun care fac graniță naturală și la est de fluviul Ghaghara un afluent al Gangelui. Impreună cu afluenții săi mai importanți Seti Gandaki, Madi, Budhi Gandaki, Trisuli și Rapti formează sistemul fluvial din regiunea centrală a țării. Kali Gandaki își are izvorul în fostul regat Mustan (sau Regatul Mustang) la granița Nepalului cu Tibetul și se varsă la Patna în Gange. În trecut Valea Kali Gandaki a fost drumul comercial al sării dintre Tibet și India. La câțiva kilometri nord de Tansen se află cel mai mare baraj dim Nepal. Valea Kali Gandaki oferă câteva superlative ca de exemplu între Kalopani și Larjung, albia fluviului se află la altitudinea de 2540 m deasupra n.m., la o distanță de ca. 5,6 km de vârful Dhaulagiris (8167 m) și 30 km de Annapurna (8091 m). Regiunea este una dintre cele mai bogate regiuni în minereu de fier, care are  în pereții verticali de stâncă, poteci săpate spre așezări umane care au o vecime de peste 3000 de ani. Valea aparține de regiunil așzate sub protecția naturii „ zum Annapurna Conservation Area ” la intrare se pretinde o taxă de vizitare. Cu timpul aspectul văii va fi schimbat deoarece se apropie mereu șoselele ce duc spre Pokhara.